# Tea Hiilloste
Tea Marika Hiilloste, conosciuta anche come Tea (Hollola, 31 ottobre 1982), è una cantante finlandese.

## Carriera
È divenuta famosa nel 2004, quando ha ottenuto la vittoria alla seconda stagione del talent show Popstars in Finlandia. Tale vittoria le permise di entrare nel gruppo pop Jane con cui ha pubblicato due album e cinque singoli.
Dopo lo scioglimento del gruppo, avvenuto nel 2007, ha lanciato una carriera come solista. La cantante è stata anche la conduttrice televisiva del programma musicale per bambini "Kids Top 20", in cui ha avuto l'occasione di incidere anche il pezzo Moi Me Bailataan, contenuto nella compilation del programma. Tea Hiilloste debutta ufficialmente come solista con il singolo Tytöt tykkää. Il singolo è stato pubblicato nel giugno del 2007 e ha raggiunto la prima posizione della classifica finlandese, diventando un tormentone estivo in patria. Il singolo ha preceduto la pubblicazione dell'album di debutto, l'omonimo Tytöt tykkää. L'album ha riscosso molto successo e fu certificato disco di platino in Finlandia, raggiungendo la seconda posizione della classifica; nei mesi successivi la cantante ha promosso l'album partendo per un tour e pubblicando alcuni nuovi singoli: "Puhu Mun Kädelle" a settembre e "Tontut tykkää" a dicembre (quest'ultimo è la versione natalizia del brano Tytöt tykkää).
Spinta dal successo del primo album, è tornata subito in studio di registrazione per incidere il nuovo album. Quest'ultimo è uscito nell'ottobre del 2008 ed è intitolato Hey C'mon!. Il disco ha riscosso meno successo del precedente e ne sono stati estratti due singoli: Il primo, C'mon C'mon è stato pubblicato ad agosto ed è cantato in duetto con Remu Aaltonen. Il secondo invece, il pezzo R&B Tea-4-2 è stato pubblicato a novembre. Dopo la pubblicazione di quest'ultimo a Tea non venne più rinnovato il contratto discografico.
Nell'estate 2010 Tea è tornata sulle scene musicali con il singolo Auringonlaskuun, pezzo dance in duetto con Stig Dogg; pare che Tea in quel periodo stesse lavorando ad un album con l'etichetta AXR Music, mai stato pubblicato fino ad ora. Nel 2011 pubblica il pezzo dance Mehudisco in duetto con la cantante Kana, canzone che viene inserite nella compilation "Ipanapa 3".
Nella primavera del 2013 Tea partecipa al programma Rakas päiväkirjani in onda su AVA e nello stesso periodo viene annunciato che Tea ha firmato un nuovo contratto discografico con la Warner Music. Il 26 aprile 2013 viene pubblicato il singolo Sormista sakset, accompagnato da un colorato videoclip pubblicato a giugno. Questo singolo ha fatto da apripista al terzo album Mehudisko pubblicato il 16 agosto 2013. L'album si presenta molto variegato, con brani di musica pop contemporanea, elettropop e altri brani invece più indirizzati ai bambini. L'album ha raggiunto la quattordicesima posizione nella classifica degli album finlandese. Nella primavera del 2013 Tea ha preso parte insieme ad altri sei artisti al reality-documentario Rakas päiväkirjani, onda sull'emittente televisiva AVA. Il programma aveva lo scopo di documentare la vita di tutti i giorni delle celebrità.

## Discografia

### Album
- 2007 - Tytöt tykkää
- 2008 - Hey C'mon!
- 2013 - Mehudisko

### Singoli
- 2007 - Tytöt tykkää
- 2007 - Puhu mun kädelle
- 2007 - Tontut tykkää
- 2008 - C'mon C'mon (feat. Remu Aaltonen)
- 2008 - Tea-4-2
- 2010 - Auringonlaskuun (feat. Stig Dogg)
- 2013 - Sormista sakset

### Altri brani
- 2007 - Moi Me Bailataan (feat. Skidit) (Kids Top 20 vol. 2)
- 2011 - Mehudisco (feat. Kana) (Ipanapa 3 - Ipanapa - Napakympit!)